# Perduts a la gran ciutat
Perduts a la gran ciutat (títol original en anglès: The Rat Race) és una pel·lícula dels Estats Units de 1960, dirigida per Robert Mulligan, adaptació de l'obra homònima de Garson Kanin. Ha estat doblada al català.

## Argument[2]
Havent marxat del seu Wisconsin natal, Pete Hammond Jr. desembarca a l'estació d'autobusos de Nova York, en plena canícula. El jove saxofonista va directament a Broadway, la Meca dels músics de jazz. Amb dificultat, troba un allotjament barat que ha de compartir amb Peggy Brown, una jove ballarina. Aquesta viu a Nova York des de fa tres anys, però, per sobreviure, ha d'acceptar un treball en un club nocturn on el patró la persegueix amb les seves provocacions, tot fent-li xantatge. A Pete, per la seva banda, li roben els seus instruments de música. Finalment, la parella acaba per unir-se per desbaratar els mals cops i obrir-se junts finalment a la seva vocació.

## Repartiment
- Tony Curtis: Pete Hammond Jr
- Debbie Reynolds: Peggy Brown
- Jack Oakie: Mac, barman
- Kay Medford: Sra. "Soda" Gallo
- Don Rickles: Nellie
- Marjorie Bennett: Sra. Kerry
- Hal K. Dawson: Bo Kerry
- Norman Fell: el reparador del telèfon
- Lisa Drake: Toni
- Joe Bushkin: Frankie Bandleader
- Sam Butera: Carl, líder dels Red Peppers
- Elmer Bernstein: un músic dels Red Peppers
- Gerry Mulligan: ell mateix
- Stanley Adams (no surt als crèdits): El taxista